# Jānis Daliņš Stadion
Jānis Daliņš Stadion (lettisk: Jāņa Daliņa stadions) er et udendørs atletik- og fodboldstadion i Valmiera i Letland, der opførtes og indviedes i 1938. Stadionet var nødvendigt at opføre for at kunne afholde internationale sportsbegivenheder, hvilket samtidig omfattede alle de, som ønskede at se datidens mest kendte sportsudøver i Letland – den olympiske sølvmedaljevinder Jānis Daliņš. Han deltog i Sommer-OL i 1932 i Los Angeles, og forbedrede adskillige verdensrekorder i kapgang. Stadionet fik sit nuværende navn efter Letland genvandt sin uafhængighed i 1991. Jānis Daliņš Stadion drives af virksomheden Vidzemes Olimpiskais centrs.